# Corophium volutator
Espèce

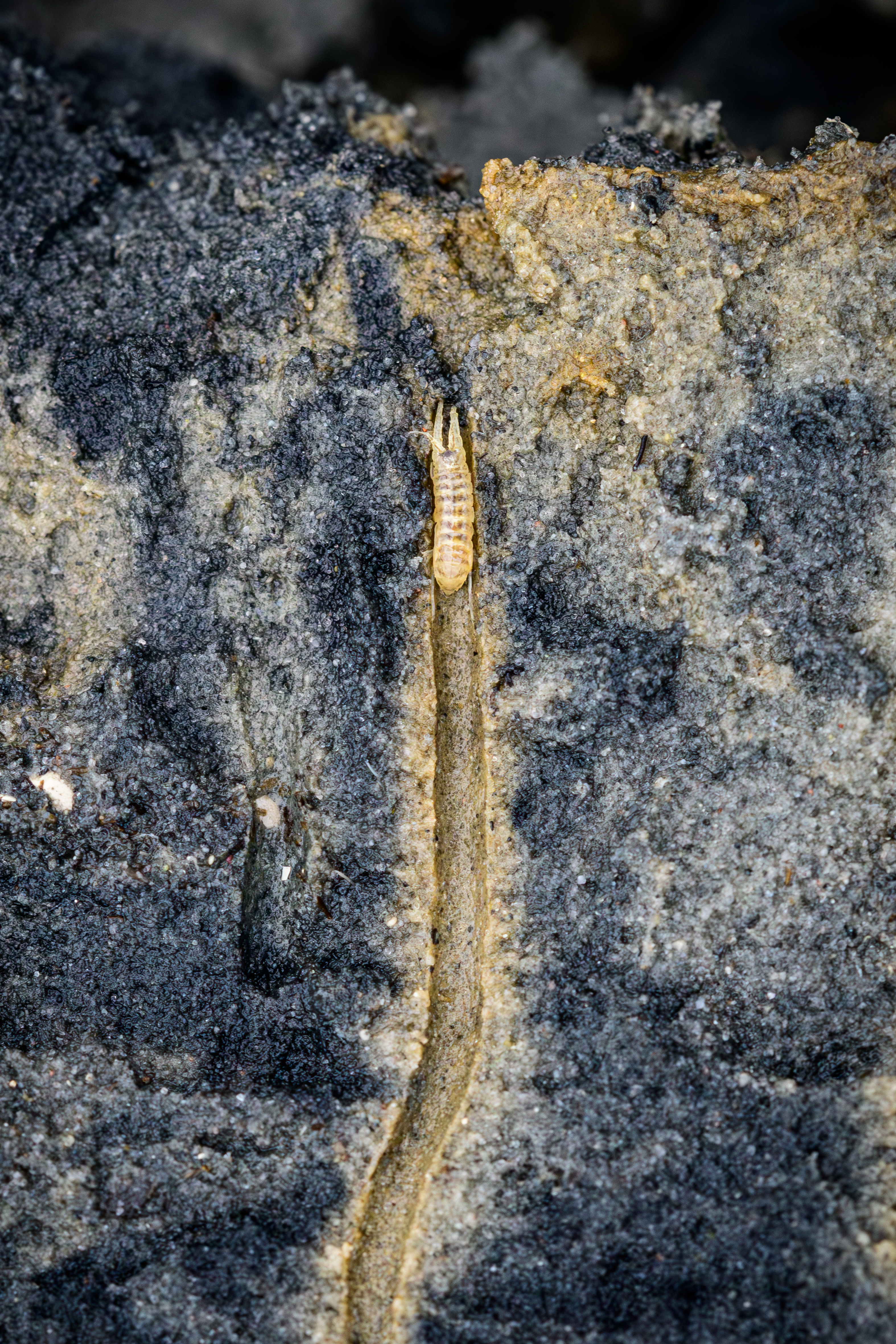
C. volutator creuse une galerie à l'aide de ses deux antennes très développées faisant office de pelleteuses. Grâce à ses pléopodes, il y crée un courant d'eau permettant d'éliminer ses pelotes fécales qui se traduisent en surface par la formation de petits dômes circulaires de 5 mm de diamètre.

Corophium volutator, parfois connu sous le nom de « corophie tourneur », est une espèce de petits crustacés amphipodes benthiques de la famille des Corophiidae. Il forme des populations très denses dans les vases et les sables vaseux littoraux.

## Taxonomie
Corophium volutator porte différents noms vernaculaires : « corophie tourneur », « nageur de côté », « puce des plages », « crevette de vase ».

## Habitat et distribution
Cette espèce ingénieure est présente dans toute l'hémisphère boréal. Elle habite les eaux froides et tempérées des deux côtés de l’Atlantique Nord-Est : dans les vasières intertidales de la Baltique et de la mer du Nord à la mer Cantabrique sur la rive européenne, en Nouvelle-Écosse et au Nouveau-Brunswick sur la rive américaine. Elle est également présente dans les lagunes méditerranéennes, tous les milieux à salinité  variable (de 5 à 34 pour mille) et peut même vivre en eau douce.

## Biologie
C. volutator est tubicole : il construit dans le sédiment un terrier en forme de « U » dont il tapisse les parois d'une sécrétion adhésive produite par des glandes spéciales. Cette galerie s'étend vers le bas jusqu'à 7 cm, ce qui donne en longueur environ 15 cm. Son alimentation est de type microphage suspensivore : à haute mer, il produit un courant qui traverse son tube en y entraînant les particules alimentaires planctoniques dont il se nourrit. Il est également déposivore : il sort de sa galerie pour gratter le sédiment avec ses secondes antennes utilisées comme des rateaux pour se nourrir du biofilm de diatomées et pour tirer les particules vers l'embouchure du terrier. 
Il peut former des populations considérables dans les sables vaseux des baies et des estuaires, les densités pouvant atteindre 60 000 et même 100 000 individus par m2.
L'analyse des chaînes alimentaires des oiseaux limicoles et des poissons (notamment beaucoup de juvéniles et de téléostéens bentho-démersaux) dans les vasières montre que les abondantes populations benthiques de C. volutator constituent une de leur source de nourriture importante.
Son mode de vie et son abondance fait de cette espèce un remanieur de sédiments en générant une intense bioturbation qui module les processus de minéralisation de la matière organique et les flux biogéochimiques à l’interface eau-sédiment.
Il est surnommé le « termite des ostréiculteurs » en raison de son impact nuisible sur les claires ostréicoles dont il sape les bordures en y creusant des galeries.